# Sun Ray

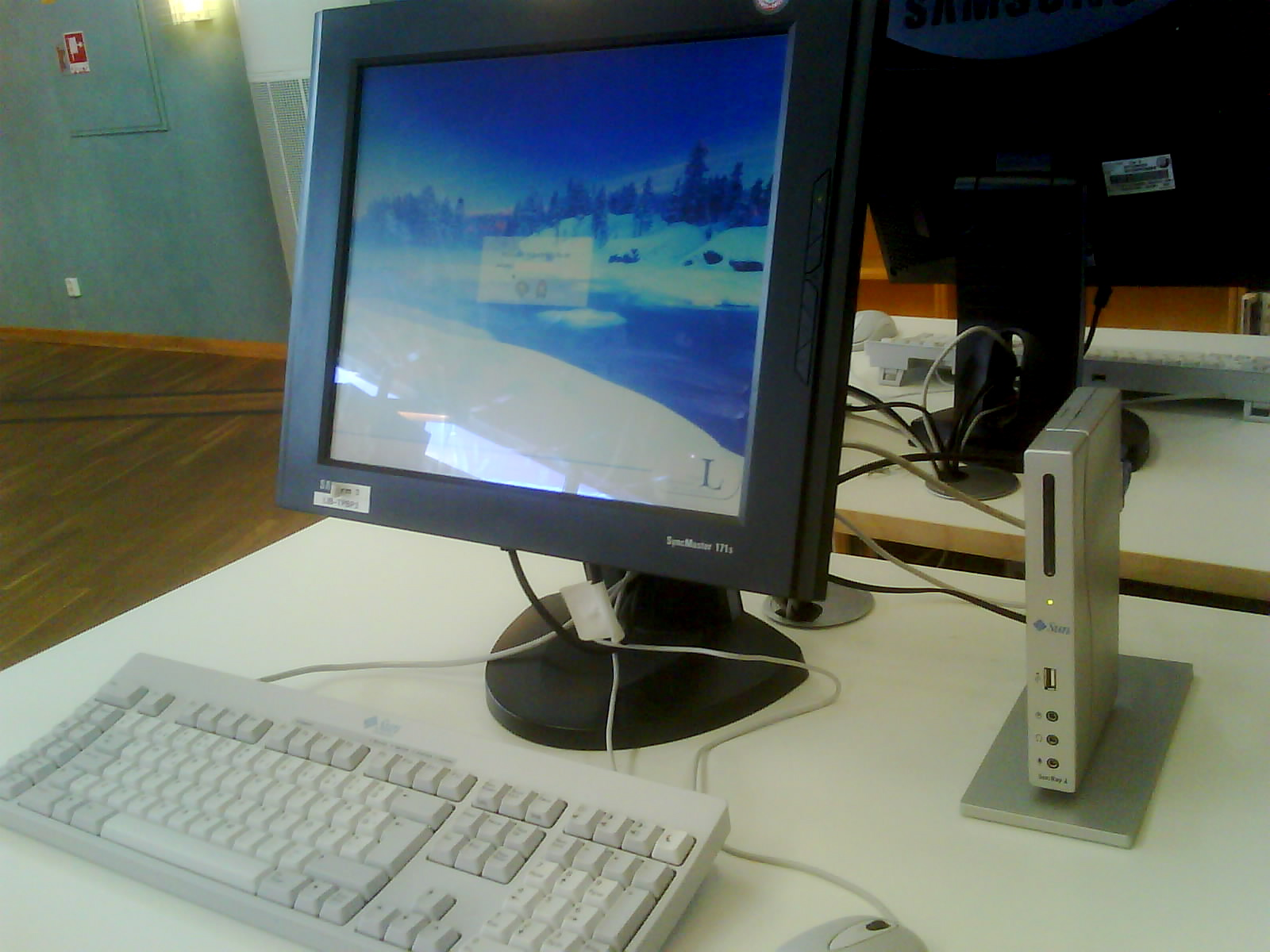
Oracle Sun Ray 3i virtual display client en monitor

Een Oracle Sun Ray is een virtual display client van de computerfabrikant en softwareonderneming Oracle (dat in 2010 Sun Microsystems overnam), die oorspronkelijk door Sun Microsystems geïntroduceerd werd in 1999 en door Oracle stopgezet werd in 2014.
Een Oracle Sun Ray heeft geen harde schijf, dat wil zeggen in plaats van op te starten via de harde schijf gebeurt dit van de server. De typische gedachte bij een virtual display client is dat er niets lokaal opgeslagen wordt. Dit houdt in dat een gebruiker zijn sessie kan voortzetten – desgewenst met behulp van een pasje - op een andere Sun Ray, op een andere locatie, bijvoorbeeld thuis.
Doordat er lokaal niets opgeslagen wordt, en er alleen op de server software geïnstalleerd moet worden, en een Oracle Sun Ray maar 4 watt stroom gebruikt, worden de kosten gereduceerd. Aan een Sun Ray zelf hoef je nooit iets te doen. Een Oracle Sun Ray is veel veiliger dan een pc of Mac, omdat er lokaal niets mis kan gaan en niets opgeslagen wordt.
Een Oracle Sun Ray is ook minstens 4 keer sneller dan de nieuwste pc of Mac, omdat de hardware van de server gebruikt wordt, met minstens 4 CPU's en 4 GB RAM. Verdere voordelen zijn ruimtebesparing, en geen geluidsoverlast, omdat een Sun Ray helemaal geen geluid maakt. Doordat er geen bewegende delen in zitten, gaat een Oracle Sun Ray ook veel langer mee dan een pc of Mac, wel 10 jaar. Aangezien er lokaal niets is geïnstalleerd, kan een Oracle Sun Ray ook niet verouderen. De server-sessies worden op de thin client weergegeven. Start men iets op de thin client op, dan doet men dat in werkelijkheid op de server.

## Soorten Oracle Sun Rays
Er zijn diverse soorten Sun Rays, namelijk de Sun Ray 1, Sun Ray 150, Sun Ray 1g (opvolger van de Sun Ray 1), Sun Ray 2, Sun Ray 2FS, Sun Ray 170, Sun Ray 270. De Sun Ray 150, 170 en 270 hebben beeldscherm en verwerkingseenheid (kast) in een.
De maximale beeldschermresolutie die te behalen van met een Sun Ray 1 is 1280x1024 (mits de monitor dit ondersteunt) met 24 bits kleuren. De Sun Ray 2 heeft een resolutie van 1600x1080 (32 bits kleuren) en de Sun Ray 1g een resolutie van 1920x1200.
De Sun Ray 2FS heeft naast een resolutie van 1920x1200 tevens een dubbele DVI uitgang waarmee zowel de schermen in multihead als xinerama mode kunnen worden gebruikt.

## Sun Ray server
Een Sun Ray server is een aparte computer die - meestal ergens anders in het gebouw - het besturingssysteem Solaris of Linux draait. Via deze server kan toegang worden gegeven aan alle denkbare applicaties. Met een extra Windows terminal server kunnen alle Windows programma's op de Sun Ray gebruikt worden. De Sun Ray server heeft aparte software nodig, de Sun Ray server software.
De server kan een Sparcserver zijn, maar ook een x86-machine die Solaris of Linux draait.

## Geschiedenis
Sun Microsystems noemde de Sun Ray een thin client. In de daarop volgende jaren brachten bedrijven mini-computers zonder harde schijf op de markt en noemden deze ook thin clients, hoewel deze apparaten, kleine computers, gewoon een bestuurssysteem, processor, geluidskaart en grafische kaart hadden waar de beeldschermen lokaal gerenderd werden, in tegenstelling tot de "echte" thin client van Sun waar het renderen op de server gebeurt.
Sun besloot toen de Sun Ray om te dopen in "ultra thin client".
Tegenwoordig staat de Oracle Sun Ray beter bekend als virtual display client,
om aan te geven dat de beeldschermen niet lokaal gemaakt worden.
In tegenstelling tot "thin clients" van andere bedrijven, die dus gewone computers zijn, is de Oracle Sun Ray onafhankelijk van de eisen van de applicaties. Hierdoor is een Oracle Sun Ray geschikt voor CAD applicaties en multimedia.